# Never, Neverland
Never, Neverland — второй студийный альбом канадской хэви-метал группы Annihilator, выпущенный в июле 1990 года лейблом Roadrunner Records.
На песню «Stonewall» был выпущен видеоклип.
Алекс Хендерсон из AllMusic поставил альбому 4,5 звезды из 5, назвав его «одним из самых сильных метал-релизов 1990 года».

## Список композиций
Слова и музыка всех песен — Джефф Уотерс.
| №   | Название           | Длительность |
| --- | ------------------ | ------------ |
| 1.  | «The Fun Palace»   | 5:51         |
| 2.  | «Road to Ruin»     | 3:42         |
| 3.  | «Sixes and Sevens» | 5:20         |
| 4.  | «Stonewall»        | 4:50         |
| 5.  | «Never, Neverland» | 5:29         |
| 6.  | «Imperiled Eyes»   | 5:27         |
| 7.  | «Kraf Dinner»      | 2:41         |
| 8.  | «Phantasmagoria»   | 3:59         |
| 9.  | «Reduced to Ash»   | 3:09         |
| 10. | «I Am in Command»  | 3:34         |

| №   | Название                                    | Длительность |
| --- | ------------------------------------------- | ------------ |
| 11. | «Kraf Dinner» (Demo)                        | 2:32         |
| 12. | «Mayhem» (Demo of Reduced to Ash)           | 2:54         |
| 13. | «Freed from the Pit» (Demo of Road to Ruin) | 3:45         |

## Участники записи
Annihilator
- Коберн Фарр — вокал
- Джефф Уотерс — гитара, со-продюсер
- Дэвид Скотт Дэвис — гитара, второе гитарное соло в «Fun Palace» и «Phantasmagoria»
- Уэйн Дарли — бас-гитара
- Рэй Хартманн — ударные

Производство
- Глен Робинсон — продюсер, инженер, сведение
- Стив Ройя — инженер
- Джордж Марино — мастеринг
- Виктор Дексо, Марк Ван Дер Вилен — фотография
- Ник Гилман — оформление, дизайн обложки
- Лен Руни Креатив — произведение искусства
- Лен Руни — концепция обложки, дизайн обложки
- Монте Коннер — исполнительный продюсер
- Крис Геринджер — ремастеринг
- Сатоши Кобаяши — дизайн переиздания
- Записан с февраля по апрель 1990 года в Vancouver Studios, Ванкувер, Канада.
- Микширован в апреле 1990 года в Le Studio, Морин-Хайтс, Квебек, Канада.
- Мастеринг в Sterling Sound, Нью-Йорк, США

## Позиции в чартах
| Чарт (1990)                      | Позиция |
| -------------------------------- | ------- |
| Великобритания (UK Albums Chart) | 48      |
| Германия (Offizielle Top 100)    | 37      |